# 郷田龍司
郷田 龍司（ごうだ りゅうじ）はセガのアクションゲーム龍が如くシリーズに登場する架空の人物。
担当声優は岩崎征実。

## 概要
関東で堂島の龍として名の通っていた桐生に匹敵するほどの存在感から「関西の龍」の異名を持つヤクザ。ただし本人は「龍の二つ名は唯一無二の存在であるべき」という考えから「関西｣という部分を嫌っており、「関西の」と呼んだ者にはたとえ自身の部下でも容赦しない。
金髪のオールバックが特徴で、背中には四神の長とも呼ばれる黄龍の刺青が彫られている。服装はロングコートが特徴的となっており、『2』ではベージュのスーツにモカブラウンのシャツを着用し、その上にベージュのロングランチコート（外伝作品の『OF THE END』では白いヘビ柄のエナメルのロングコート）を羽織っている。少年時代の『0』では、この頃から既に金髪で小学生らしい服装の上にベージュのロングコートを羽織っていた。『ONLINE』では白のタンクトップにジーンズといったラフなスタイルで登場している。
目的のためには手段を選ばない事を口上しているものの、実際はある程度の線引きを持っており、子供を人質に取るなどの卑怯な行為に激昂することもある。また桐生に関しては万全な状態での一対一の勝負に拘っており、近江連合本部で勝負した際は桐生に負けたもののその桐生に「お前は先に大吾と闘っていた」としてそれ以上は見逃されたため、後に郷龍会総出で神室町を襲って桐生を追い詰めても桐生が組員多数と闘い続けて消耗していた場合は見逃して場を改めている。
『0』においての少年時代では内面こそ明確に歳相応であるものの人相は『2』の頃より僅かに幼く見えるぐらいで、金髪であり、体格の方も小学校6年生でありながら既に身長180cm台の真島吾朗と同等以上にまで成長しており、大人顔負けの体格にランドセルを背負った異様な出で立ちをしている（同級生からも「ランドセルが似合っていたことは一度もなかった」と言われていた）。義父が五代目近江連合会長という事から同級生の父兄から敬遠されており、それもあって同級生たちからも避けられていたが義侠心溢れる性格から同級生たちも本心では信頼しており、また真島と互角に渡り合う、高校生の集団を苦もなく返り討ちにするなどの腕っ節はこの当時から強かった。
戦闘では基本的には剛腕を生かした素手による攻撃だが、ボスバトルによっては常に携帯している日本刀「慈安懸雲法院」を使用することがある。少年時代の『0』では戦闘方法こそスタンダードなものの、攻撃を弾き返す技とボス並みの体力を持ち合わせている。
外伝作品である『OF THE END』では主人公として登場し、「黒鉄丸（くろがねまる）」というガトリングガンに変形する義手を使うが、構えるのに時間がかかるという弱点があり、また走りながら銃撃やリロードが可能などの通常のガトリングガンとは違う部分がある。
『ONLINE』では第二部のストーリーである「黄龍放浪記」の主人公に抜擢され、過去のエピソードが描かれた。
『7外伝』では闘技場で13年前の桐生との決闘を再現するために近江連合の組員が扮した偽物が現れたり、サブストーリーでは赤目曰く、13年前に死亡したとされており、郷龍会は近江から解散処分になったが、龍司の格好をした郷龍会構成員を自称する組員が現れる等、現在も影響力が強い事が窺える。方々に散らばった当時の構成員を集め、郷龍会再結成へ動いている。再結成に伴い、「郷田龍司」の名を蒼天堀に植え付けるべく、龍司が生きているという噂を流し、カツアゲや美人局を行うチンピラ達に郷田龍司だと名乗らせていた。死んだはずの龍司を神輿に上げて自らの露払いに使っていることを桐生に激怒され、子分ともども殴り倒された。
上記の通り、外伝作品である『OF THE END』では明確に生存が描かれているが、正史では『2』以後の生死は明言されていない。『7外伝』で語られた通り、作中世界では少なくとも公には死亡したと認識されている。しかし、名越稔洋によるとどこかで生き延びているとのことであり、2023年12月30日からPARCO FACTORYで開催された展覧会「散った男たち展」でも錦山や風間、峯などシリーズで死亡したキャラクターの遺影が展示される中、龍司の遺影は無かった。

## 劇中での活躍

### 本シリーズ
回想での主な出来事
1980年12月25日（当時4歳）に父の組織であった真拳（ジングォン）派が東城会に襲撃され、母の鄭秀淵（ジョン・スヨン）と共に巻き込まれるが、襲撃事件の担当刑事であった瓦次郎に保護されて大阪に渡り、そこでスヨンと共に五代目近江連合会長の郷田仁の支援を受ける。その後は郷田に引き取られて郷田龍司を名乗り（スヨンは後に瓦次郎と結婚）、成長した後は義父と同じ極道の世界に足を踏み入れ、後に五代目近江連合直参二代目郷龍会会長となり近江四天王の一人として「関西の龍」の異名で呼ばれるまでになる。東城会とは極道になってからも関わりがあり後述する抗争の他に、2001年（当時25歳）に後に東城会六代目会長となる堂島大吾を罠に嵌めて5年間服役させたり、2005年（当時29歳）には東城会内紛の原因となった100億円を手に入れようと目論み、五代目の名目を使って政治家である神宮京平のバックにつく（錦山彰が神宮と共に爆死したこともあって失敗している）などの行動を起こしている（『2』）。

#### 龍が如く0 誓いの場所
サブストーリーで登場し、1988年12月（当時12歳）に同級生をカツアゲした高校生に報復としてボンタン狩りを行っており、後に真島のボンタン（タキシード）を狙って戦いを挑むも敗北する。その後は真島の名前を覚えた上で「いつかボンタンを奪ってやる」と誓ってその場を去って行くが、後に自身に仕返しをしに来た高校生の集団を一人で返り討ちにし、学校で出された宿題をやるために家に帰って行った。その後、後に因縁の相手となる桐生一馬とも修学旅行で神室町を訪れた際に肩がぶつかる形で出会う。

#### 龍が如く2
2006年12月（当時30歳）に蒼天堀のキャバレーで部下と飲んでいた際に桐生と運命的な対面を果たし、自身と手を結んだジングォン派の仕掛けた花火（ミレニアムタワー爆破作戦）について語り、その場を後にする。その後は義父が東城会と近江連合の五分の盃を行うことを知り、それを阻止すべく部下と共にクーデターを起こして近江連合本部を襲撃し、その場で義父を誘拐するも盃に参加していた桐生と大吾の活躍もあって失敗したことで敗走する。その後、自身の元同僚だった寺田行雄の葬式にてまたもや桐生と再会を果たした後に同じ近江四天王の千石虎之介が澤村遥を人質に取った影響で千石を見限って殺害し、後に神室町制圧のために東上するも東城会と神室町の住人による抵抗もあって失敗する。その後は今回の抗争を裏で操っていた近江四天王の高島遼を射殺し、桐生と龍の名を掛けて死闘を繰り広げた末に惜敗した。最後は異父妹の狭山薫（薫の父は先述した刑事の瓦次郎）に自らの母親の面影を感じると言い残し、優しい笑顔を見せた後に力尽きた。
リメイク作品の『極2』では、2006年2月に東城会の真島組組員の起こした近江連合の幹部殺害の説明の場に幹部の一人として立ち会い、自分の部下の不始末として真島組解散を宣言した真島を「大した男や」と称賛した。

#### 龍が如く ONLINE
1999年（当時23歳）に郷龍会会長だった郷田仁が近江連合の会長に就任し、組長の後釜を狙っていたが仁から破門を言い渡され郷龍会の次期会長の座が若頭代行の鷹山に渡った事に納得せずに、仁を襲うも返り討ちにされる。その後、近江連合を離れ蒼天堀を彷徨っていた際に絡んできた暴走族から奪ったバイクに駆り、当てのない旅に出かけ、その道中で月見野へ辿り着く。旅の道中で様々な人物や出会い、春日に至近距離から狙撃されるも久瀬から「鷹山が郷田仁の殺害を目論んでいる」と聞かされ、一騎討ちの末に鷹山を下した。その後は近江連合復帰をかけて仁と直接対決で勝利し、近江連合に復帰する。キャラストーリーでは過去のエピソードに登場し、神宮と結託して東城会を潰す計画が失敗に終わった際に組員から桐生の名を聞かされ、桐生の名を連呼する組員達に苛立ち、気分転換に立ち寄ったバーで自身に絡んできた不良外国人の親玉である「ドラゴンタトゥー」の男を叩きのめした後は、龍を名乗る者の多さに呆れ、その際に「龍の名は自分一人でいい」と固着するようになる。

### 外伝シリーズ

#### 龍が如く OF THE END
桐生に敗れた後は右腕を失って近江連合も破門にされ、更には自身に恨みを持つ者に命を狙われる内に自暴自棄になって神室町で義肢装具士をしているガンスミスの元で右腕をガトリングガンに変形する義手に改造するが、後にその右腕を見たことで我に返って後悔し、放浪の末におやっさんと対面して彼の営むたこ焼き屋に弟子入りする。2011年4月（当時34歳）には各地を転々としていた最中に立ち寄った神室町で起きたゾンビ騒動に巻き込まれるが、騒動が起こる前にかつての弟分である二階堂哲雄と接触し、近江連合に戻るように説得されながらも拒否する。その後は今回の騒動が二階堂によって引き起こされたことを確信し、バッティングセンターで真島と秋山駿を助けた後はかつての弟分のケジメとして二階堂を止めるべく単独（群れるのは性に合わないとのことである）で追い、二階堂の旧アジトにあった地図の情報からその組事務所へ向かうもそこで組員達を襲うかつての部下である林弘に遭遇する。その後、二階堂からの電話により向かった先で遥が捕らわれていることを知り、更には師であるおやっさんが目の前で実験体ヤツカハギとなって襲い掛かるが、激戦の末におやっさんを倒し、彼のたこ焼き屋の跡を継ぐことを決意する。その後は義手の調子が悪くなったためにガンスミスの店を訪ねた先で桐生と再会し、彼と共にミレニアムタワー最上階に向かい、遥救出と同時に二階堂を追い詰める。その後、DDにより二階堂が完全体オオイカヅチとなった際は最上階の天井が崩壊したが、身を呈して遥を瓦礫から救出し、瓦礫により身動きが取れなくなったために桐生に二階堂を止めるように全てを託した。その後は後遺症もなく瓦礫の下から脱出できたようで、事件終結後はたこ焼き屋を再開させ、来店した桐生と遥にたこ焼きを振る舞った。
かつての粗暴さは陰を潜め、馴れ合いは嫌いつつも生存者を率先して助けたり、元弟分が起こした事態の収拾に自ら動くなど、性格はかなり様変わりしている。作中でも2006年当時の自分を「あの頃は荒れていた」と回顧しており、桐生に敗北したことも正々堂々とした勝負の結果として受け入れている。

## その他の出演作品
- 『太鼓の達人ぽ〜たぶるDX』では、郷田龍司がゲストでデフォルメされた状態で登場した[4]。
- 『バイナリー ドメイン』では、郷田龍司がオンラインマルチプレイのDLCキャラクターとして登場した[5]。